# Most přes Černovický potok na dálnici D3
Most přes Černovický potok je dálniční most převádějící dálnici D3 přes silnici III/13527, Černovický potok a polní cestu, leží v km 93,740–94,505 dálnice. Délka mostu je 765 m.
Jde o dva mosty, každý pro jeden směr dálnice. Jde o most kolmý v zakružovacím a půdorysném oblouku, se spojitou konstrukcí o 25 polích z prefabrikovaných nosníků spřažených deskou z dodatečně předpjatého betonu. Most byl otevřen společně s úsekem dálnice D3 v úseku Tábor - Veselí nad Lužnicí v roce 2013.[zdroj?]